# Quebecair
Quebecair var ett quebecensiskt flygbolag som var verksamt mellan 1947 och 1986. Bolaget köptes upp 1986 och ingår sedan 2000 i Air Canada.

## Företagshistoria

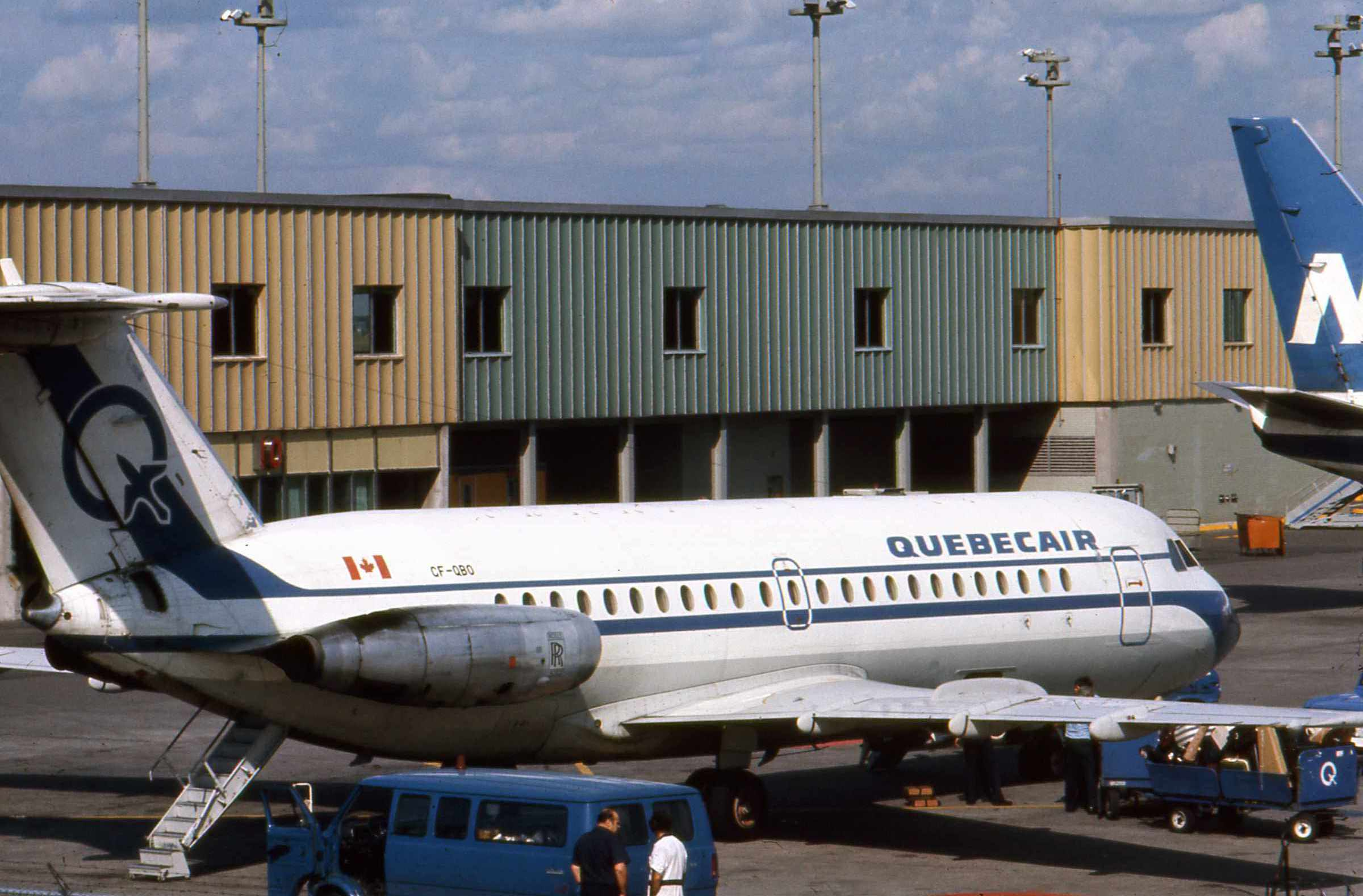
En BAC 1-11 på flygplatsen i Montréal.

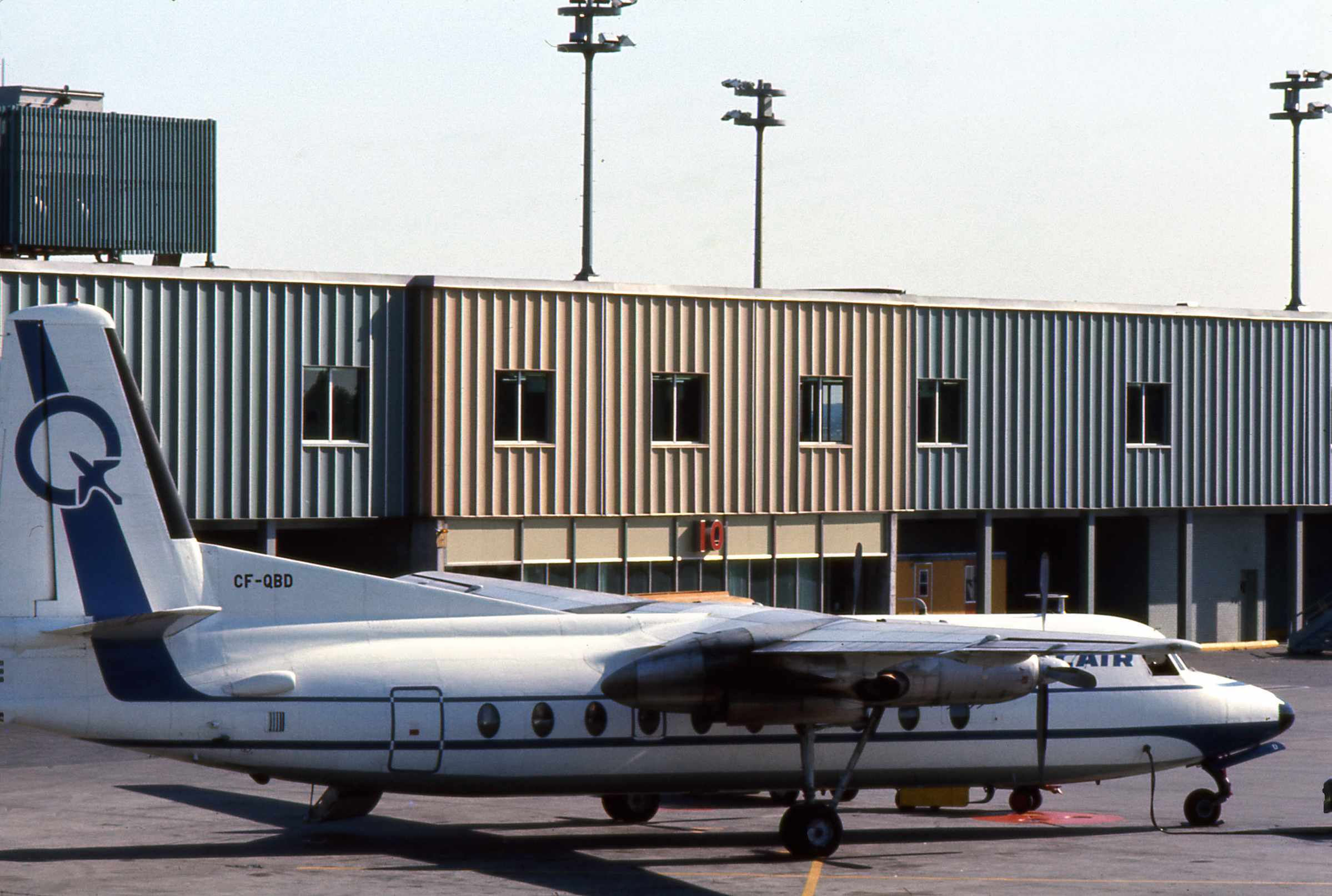
En av de fyra F-27 man använde 1973.

Quebecair hette från starten 1947 Rimouski Airlines och flög under det namnet tills det gick samman med Gulf Aviation 1953 under namnet Quebec-Air. Under denna tid flög man flygplansmodellerna Beechcraft Model 18, de Havilland Canada DHC-2 Beaver och Douglas DC-3. De flesta resorna utgick från staden Québec men 1957 började man även flyga från Montréal, och denna stad blev sedan Quebecairs operativa bas.
1958 brann det i en hangar vilket förstörde bolagets tre DC-3:or. För att ersätta dem inköptes Fokker F-27 Friendship vilka visade sig vara lyckosamma. När antalet flygturer ökade köpte man en ny, större flygplansmodell, Convair CV-240, som flögs på huvudrutten mellan Montréal och staden Québec.
Under 1960-talet övertogs flera andra flygbolag, Matane Air Service och Northern Wings 1965, Fecteau Air Service 1968 och Royale Air 1969. Den utökade flygtrafiken medförde att bolaget köpte sina första jetflygplan, BAC 1-11, och dessa användes på linjen Montréal - Toronto. 1974 köptes dels två Boeing 707 för chartertrafik, dels Boeing 727. Man flög charter till olika destinationer i Florida, Västindien, Europa och Hawaii men all chartertrafik upphörde 1979 och de två 707:orna såldes.
Quebecairs ekonomiska situation var dålig 1981 och man gjorde sig av med alla flygplansmodeller förutom F-27 och BAC 1-11. Under 1983 utökade man dock sin flotta igen, denna gång med Boeing 737-200. Följande år leasades ett par Douglas DC-8-63 för chartertrafik, men detta varade inte länge. Nästa år, 1985, var ett mycket svårt år för Quebecair och den finansiella situationen tvingade Québecs provinsregering (som hade ägt flygbolaget några år) att sälja det till Canadian Pacific Airlines i juli 1986.